# Bogande
Bogande là một tổng Gnagna (tỉnh) ở phía bắc Burkina Faso. Dân số năm 2006 là 82.892 người. Thủ phủ là thị xã Bogandé..

## Các thị xã và làng xã
Babri, Banikidi, Benfoaka, Boukouin, Dapili, Dionfirga, Gnimpiendi, Gorgouin, Guitanga, Hinga, Kankalsi, Kierguin, Kodjoani-Kankalsi, Kodjoani-Léoura, Kohoura, Komboassi, Komoassi, Komonga, Kossougoudou, Kottia, Léoura, Léoura-Corga, Nagaré, Namountergou, Nindangou, Ognoadéni, Ouadangou, Ouapassi, Samou, Samou-Folga, Samou-Gabondi, Samou-Mama, Sorgha, Tanlomo, Thiargou và Thiéry.